# Syphon Filter 3
Syphon Filter 3 é um jogo eletrônico de tiro em terceira pessoa e furtividade desenvolvido pela SCE Bend Studio e publicado pela Sony Computer Entertainment em Novembro de 2001 para o PlayStation.
Syphon Filter 3 é o terceiro jogo da série Syphon Filter, e uma continuação direta de Syphon Filter 2.

## Re-Lançamento
Syphon Filter 3 foi lançado para PlayStation Network na Europa e na América do Norte.

## Recepção
A IGN deu ao jogo uma nota de 7.5 em uma escala de 0 a 10.